# Voo Biman Bangladesh Airlines 60
O Voo Biman Bangladesh Airlines 60 foi um voo internacional regular de passageiros do Aeroporto Internacional de Daca, Bangladesh, para o Aeroporto Internacional de Rangum, Myanmar. Em 8 de maio de 2019, a aeronave Bombardier Dash-8-Q400 derrapou na pista ao pousar, partindo-se em três seções. Não houve mortes, mas 18 dos 28 passageiros a bordo, incluindo 5 membros da tripulação, ficaram feridos. A aeronave também foi declarada como uma perda do casco, tornando-se a décima perda total de um Bombardier Q400.

## Aeronave
A aeronave acidentada possuía o prefixo S2-AGQ.
A aeronave foi entregue à Smart Aviation Company em 2011 e foi alugada à Biman Bangladesh Airlines em abril de 2015.

## Acidente
No início da tarde de 8 de maio de 2019, por volta das 15:15, horário local, o voo 60 da Biman Bangladesh Airlines decolou de Daca, Bangladesh, em um voo regular de passageiros para Rangum, em Myanmar. No momento do acidente, havia uma tempestade e o tempo estava muito ruim.
Quando a aeronave começou a pousar, por circunstâncias desconhecidas, ela desviou de seu curso e desviou da pista de 2,1 milhas para a grama próxima à única pista. O impacto fez com que a aeronave se quebrasse em três seções, logo atrás da porta dianteira do passageiro e da porta traseira de serviço. O trem de pouso desabou e a asa direita foi altamente danificada com a fuselagem.
O avião sofreu graves danos ao ser declarado uma perda de casco, mas nenhum incêndio eclodiu, e não houve mortes. No entanto, 18 passageiros e tripulantes ficaram feridos.